# Модель загальної циркуляції

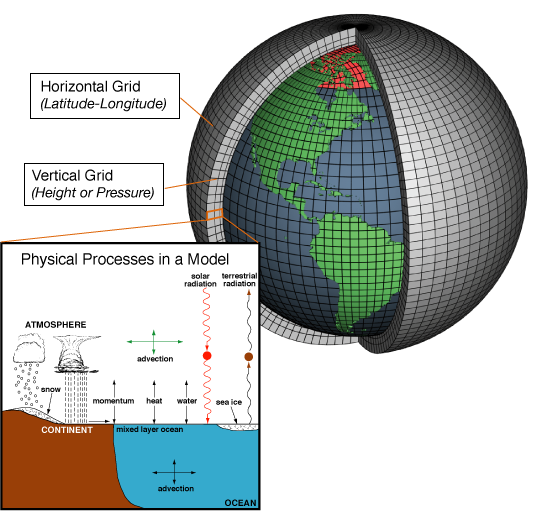
Моделі загальної циркуляції — системи диференціальних рівнянь заснованих на законах атмосферної фізики, гідродинаміки та атмосферної хімії. Щоб запустити модель вчені створюють тривимірну сітку, яка покриває всю планету, та застосовують на ній основні рівняння, згодом оцінюють отримані результати. Атмосферні МЗЦ розраховують силу вітру, передачу тепла, радіацію, відносну вологість і стан поверхні моря в кожній клітинці сітки, а тоді оцінюють взаємодії з сусідніми клітинками.

Модель загальної циркуляції (МЗЦ) — математична модель загальної циркуляції атмосфери або океану, що базується на рівняннях Нав'є-Стокса на обертовій сфері з термодинамічними складовими для різних джерел енергії (сонячної радіації, прихованої теплоти), що є результатом розвитку геофізичної гідродинаміки. Ці рівняння є базисом для комплексного комп'ютерного коду, що використовується для моделювання атмосфери або океанів Землі. Атмосферні і океанічні МЗЦ є основними елементами Глобальних кліматичних моделей, що включають також морський лід і поверхня суші. МЗЦ і глобальні кліматичні моделі широко застосовуються для прогнозу погоди, розуміння клімату та перспективних оцінок зміни клімату.

## Атмосферні й океанічні моделі
Існують як атмосферні так і океанічні моделі загальної циркуляції. Вони можуть бути взаємопов'язаними. В цьому випадку таку модель називають спільна модель океану і атмосфери. При додаванні інших компонентів (таких як модель морського льоду або модель випаровування над сушею), спільна модель стає основою для Глобальної кліматичної моделі.

## Тенденції в моделюванні
Сучасною тенденцією є те, що МЗЦ стають головним елементом Моделей земної системи (англ. Earth system models), поєднуючись наприклад з моделями льодових щитів Гренландії та Антарктиди, моделями хімії атмосфери і навіть економічними моделями. Модель хімії атмосфери, наприклад, може допомогти МЗЦ краще передбачити зміни концентрації діоксиду вуглецю. Такий підхід дозволяє враховувати міжсистемні зворотні зв'язки: наприклад, включення хімії атмосфери дозволяє вивчати можливий вплив змін клімату на відновлення озонової діри над Антарктидою.
Точність прогнозів щодо змін клімату залежать від точності хімічних, фізичних та соціальних моделей. Останнім часом був досягнутий значний прогрес у включенні більш реалістичною фізики і хімії в моделі, але все одно залишаються значні похибки, особливо коли мова йде про прогнозі розвитку популяції Землі, індустрії і технології.